# Controvérsias sobre o transtorno do déficit de atenção e hiperatividade

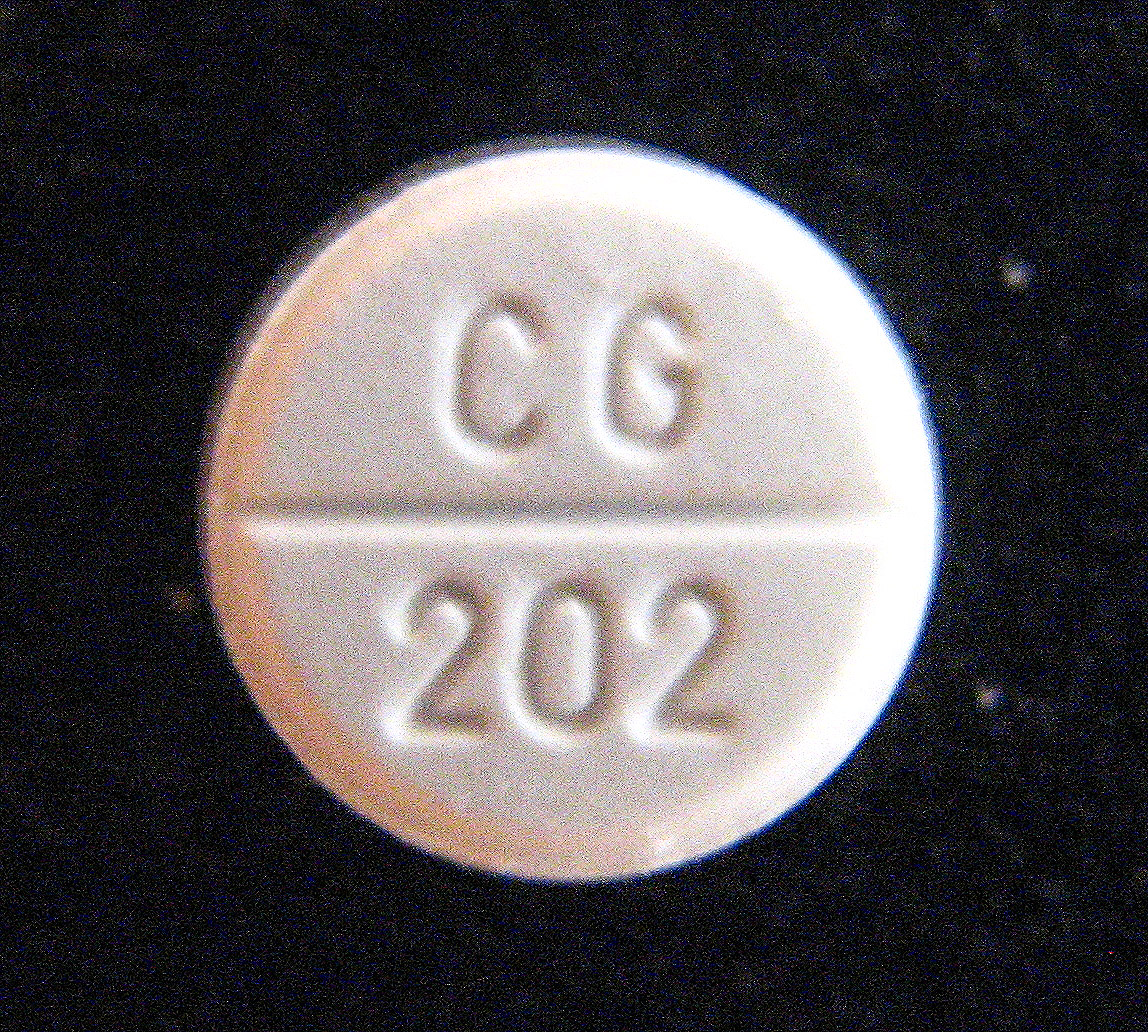
Apesar de sua segurança e eficácia no tratamento dos sintomas do TDAH, o uso do metilfenidato e de outros medicamentos estimulantes é frequentemente um tópico de controvérsia pública.

Apesar da natureza cientificamente bem estabelecida do transtorno do déficit de atenção e hiperatividade (TDAH), de seu diagnóstico e de seu tratamento, cada um deles tem sido controverso desde a década de 1970. As controvérsias envolvem clínicos, professores, formuladores de políticas, pais e a mídia. As posições variam desde a visão de que o TDAH está dentro da faixa normal de comportamento até a hipótese de que o TDAH é uma condição genética. Outras áreas de controvérsia incluem o uso de medicamentos estimulantes em crianças, o método de diagnóstico e a possibilidade de excesso de diagnóstico. Em 2009, o Instituto Nacional de Excelência em Saúde e Cuidados (National Institute for Health and Care Excellence - NICE), embora reconheça a controvérsia, afirma que os tratamentos e métodos de diagnóstico atuais são baseados na visão dominante da literatura acadêmica. 
Com taxas diferentes de diagnóstico entre países, estados dentro de países, raças e etnias, alguns fatores suspeitos, além da presença dos sintomas do TDAH, estão desempenhando um papel no diagnóstico, embora a prevalência do TDAH seja consistente internacionalmente. Alguns sociólogos consideram o TDAH um exemplo da medicalização do comportamento desviante, ou seja, transformando a questão anteriormente não médica do desempenho escolar em uma questão médica. A maioria dos profissionais de saúde aceita o TDAH como um transtorno genuíno, pelo menos no pequeno número de pessoas com sintomas graves. Entre os profissionais de saúde, o debate se concentra principalmente no diagnóstico e no tratamento do número muito maior de pessoas com sintomas leves.

## Status como um transtorno
De acordo com o Manual Diagnóstico e Estatístico de Transtornos Mentais, Quinta Edição (DSM-5), a principal autoridade nos EUA em diagnóstico clínico, o TDAH é um transtorno do neurodesenvolvimento com uma taxa de prevalência na maioria das culturas de cerca de 5% em crianças e 2,5% em adultos. Atualmente, a existência do TDAH é amplamente aceita, mas a controvérsia em torno do transtorno existe desde pelo menos a década de 1970. De acordo com o DSM-5, os sintomas devem estar presentes antes dos 12 anos de idade, mas não é incomum que o TDAH continue na idade adulta. Pais e educadores às vezes ainda questionam a percepção de um excesso de diagnóstico em crianças devido à sobreposição de sintomas com outras deficiências mentais e à eficácia das opções de tratamento, especialmente a prescrição excessiva de medicamentos estimulantes. No entanto, de acordo com o professor de sociologia Vincent Parrillo, "grupos de pais e consumidores, como o CHADD (Children and Adults with Attention Deficit Hyperactivity Disorder - Crianças e Adultos com Transtorno de Déficit de Atenção e Hiperatividade), tendem a apoiar a perspectiva médica do TDAH".
Em 2009, a Sociedade Britânica de Psicologia e a Faculdade Real de Psiquiatria, em colaboração com o NICE, lançaram um conjunto de diretrizes de diagnóstico e tratamento para o TDAH. Essas diretrizes analisaram os estudos de Ford et al. Seis por cento dos meninos e 0,85% das meninas na Grã-Bretanha se qualificaram para um diagnóstico de TDAH usando os critérios americanos do DSM-IV. As diretrizes afirmam ainda que a prevalência cai para 1,5% quando se usam os critérios mais rigorosos para o diagnóstico de transtorno hipercinético da CID-10, usados principalmente na Europa.
Uma revisão sistemática da literatura em 2007 constatou que a prevalência mundial de TDAH era de 5,29% e que não havia diferenças significativas nas taxas de prevalência entre a América do Norte e a Europa. A revisão encontrou diferenças entre as taxas de prevalência na América do Norte e na África e no Oriente Médio, mas advertiu que isso pode ser devido ao pequeno número de estudos disponíveis nessas regiões.

## Causas
A patogênese do TDAH não está totalmente clara, mas um grande conjunto de evidências científicas sustenta que ele é causado por uma mistura complexa de fatores ambientais, genéticos, pré-natais e pós-natais precoces.

### TDAH como uma diferença biológica
Grandes pesquisas de alta qualidade encontraram pequenas diferenças no cérebro entre pacientes com TDAH e pacientes sem TDAH. Jonathan Leo e David Cohen, críticos que rejeitam a caracterização do TDAH como um transtorno, argumentaram em 2003 e 2004 que os controles para o uso de medicação estimulante eram inadequados em alguns estudos volumétricos lobares, o que torna impossível determinar se o próprio TDAH ou a medicação psicotrópica usada para tratar o TDAH é responsável pela diminuição da espessura observada em certas regiões do cérebro. Eles acreditam que muitos estudos de neuroimagem são simplificados demais no discurso popular e científico e recebem peso indevido, apesar das deficiências na metodologia experimental. Muitos estudos e metanálises demonstraram diferenças em vários aspectos da estrutura e da função cerebral.
O TDAH é altamente hereditário: estudos com gêmeos sugerem que a genética explica de 70 a 80% da variação do TDAH. Há também fortes evidências que apoiam as interações genético-ambientais com alguns fatores ambientais fetais e pós-natais precoces. No entanto, alguns questionaram a existência de uma conexão genética, uma vez que não foi encontrado um único gene - isso é conhecido como o problema da hereditariedade ausente, que o TDAH compartilha com muitas outras características humanas hereditárias, como a esquizofrenia. Em 2000, o Dr. Joseph Glenmullen afirmou que "nenhuma alegação de um gene para uma condição psiquiátrica resistiu ao teste do tempo, apesar da desinformação popular. Embora existam muitas teorias, não há uma etiologia biológica, neurológica ou genética definitiva para a 'doença mental'". Os autores de uma revisão da etiologia do TDAH em 2004 observaram que: "Embora várias pesquisas de genoma completo tenham identificado regiões cromossômicas que supostamente contêm genes que contribuem para a suscetibilidade ao TDAH, até o momento não foi identificado um único gene com uma grande contribuição para o TDAH". No entanto, vários estudos e revisões de grande porte fornecem um forte apoio de que o TDAH é poligênico na maioria dos casos, causado por uma interação complexa entre vários genes - não há um único gene que causaria a maioria dos casos de TDAH.

### Teoria da construção social
Algumas teorias construcionistas sociais do TDAH rejeitam o consenso médico dominante de que o TDAH tem uma fisiopatologia e componentes genéticos distintos. Os sintomas do TDAH também são atributos moralmente questionáveis, por isso os sintomas são descritos como inadequados. Muitos construcionistas sociais questionam profundamente as visões deterministas do comportamento, como as que às vezes são apresentadas na psicologia comportamental/anormal e nas ciências biológicas. Foram levantadas preocupações sobre o limiar em que os sintomas são patologizados e o quanto as construções sociais em torno dos sintomas e do diagnóstico de TDAH podem diferir entre as culturas. A teoria da construção social do TDAH argumenta que o transtorno de déficit de atenção e hiperatividade não é necessariamente uma patologia real, mas que o diagnóstico de TDAH é uma explicação socialmente construída para descrever comportamentos que simplesmente não atendem às normas sociais prescritas.
Alguns defensores da teoria da construção social do TDAH parecem considerar o transtorno como genuíno, embora superdiagnosticado em algumas culturas. Esses defensores citam como evidência o fato de que o DSM IV, preferido nos Estados Unidos para definir e diagnosticar doenças mentais, chega a níveis de TDAH três a quatro vezes mais altos do que os critérios do CID-10, o guia de diagnóstico preferido pela Organização Mundial da Saúde. Um defensor popular dessa teoria, Thomas Szasz, argumentou que o TDAH foi "inventado e não descoberto".
Os psiquiatras Peter Breggin e Sami Timimi se opõem à patologização dos sintomas do TDAH. Sami Timimi, psiquiatra de crianças e adolescentes do Serviço Nacional de Saúde do Reino Unido, argumenta que o TDAH não é um distúrbio objetivo, mas que a sociedade ocidental cria estresse nas famílias, o que, por sua vez, sugere causas ambientais para as crianças que expressam os sintomas de TDAH. Eles também acreditam que os pais que sentem que falharam em suas responsabilidades parentais podem usar o rótulo de TDAH para absolver a culpa e a autoculpa. A visão de Timimi foi duramente criticada por Russell Barkley e vários outros especialistas, por usar citações seletivas e fontes questionáveis.
Um argumento comum contra o modelo médico do TDAH afirma que, embora os traços que definem o transtorno existam e possam ser mensuráveis, eles estão dentro do espectro do comportamento humano normal e saudável e não são disfuncionais. Como diz Thomas Szasz, todo mundo tem problemas e dificuldades que devem ser categorizados como "problemas de vida", não como doenças ou enfermidades mentais. No entanto, por definição, para diagnosticar um transtorno mental, os sintomas devem ser interpretados como causadores de angústia para a pessoa ou ser especialmente mal-adaptativos. Nos Estados Unidos, o DSM-IV exige que "algum comprometimento dos sintomas esteja presente em dois ou mais contextos" e que "deve haver evidência clara de comprometimento significativo no funcionamento social, escolar ou profissional" para que seja feito um diagnóstico de TDAH.
Nessa visão, em sociedades em que a passividade e a ordem são altamente valorizadas, aqueles que estão no extremo ativo do espectro ativo-passivo podem ser vistos como problemas. A definição médica de seu comportamento (por meio de rótulos médicos, como TDAH) serve ao propósito de retirar a culpa dos causadores do problema. Entretanto, as visões estritas de construções sociais são controversas, devido a vários estudos que citam diferenças psicológicas e sociais significativas entre as pessoas que são diagnosticadas com o transtorno e as que não são. Os motivos específicos para essas diferenças não são certos, e isso não sugere nada além de uma diferença de comportamento. Estudos também mostraram diferenças neurológicas, mas não se sabe se isso significa um efeito em vez de uma causa. Essas diferenças também podem ser atribuídas aos medicamentos comumente prescritos para pessoas com esse transtorno. Estudos também foram capazes de diferenciar o TDAH de outros transtornos psiquiátricos em seus sintomas, características associadas, curso de vida e comorbidade.
Gerald Coles, psicólogo educacional e ex-professor associado de psiquiatria clínica da Faculdade de Medicina Robert Wood Johnson e da Universidade de Rochester, que escreveu extensivamente sobre alfabetização e dificuldades de aprendizagem, afirma que há agendas partidárias por trás dos formuladores de políticas educacionais e que as pesquisas científicas que eles usam para apoiar seus argumentos em relação ao ensino da alfabetização são falhas. Isso inclui a ideia de que existem explicações neurológicas para as dificuldades de aprendizagem. Gerald Coles argumenta que o fracasso escolar deve ser visto e tratado no contexto tanto do ambiente de aprendizagem quanto das habilidades individuais, do comportamento, da vida familiar e das relações sociais da criança. Em seguida, ele apresenta um novo modelo de problemas de aprendizagem, no qual os ambientes familiar e escolar são os principais determinantes do sucesso acadêmico. Nesse paradigma interativo, as atitudes e os métodos de educação são mais importantes do que os pontos fortes ou déficits inerentes a cada criança.

## Diagnóstico

### Métodos de diagnóstico
Nas últimas duas décadas, mais pesquisas sobre o funcionamento do cérebro estão sendo feitas para ajudar a apoiar a ideia de que o transtorno do déficit de atenção e hiperatividade é um problema de disfunção executiva. Os cérebros de homens e mulheres estão mostrando diferenças, o que poderia ajudar a explicar por que o TDAH se apresenta de forma diferente em meninos e meninas. A maneira atual de fazer o diagnóstico é usando o DSM-5, juntamente com um possível exame físico e visual.

### Sub- e sobrediagnóstico
O diagnóstico excessivo geralmente se refere a crianças que são diagnosticadas com TDAH, mas não deveriam. Esses casos são chamados de falsos positivos. Entretanto, a "presença de falsos positivos por si só não indica excesso de diagnóstico". Pode haver evidências de excesso de diagnóstico se forem demonstradas imprecisões de forma consistente nas taxas de prevalência aceitas ou no próprio processo de diagnóstico. "Para que o TDAH seja superdiagnosticado, a taxa de falsos positivos (ou seja, crianças inadequadamente diagnosticadas com TDAH) deve exceder substancialmente o número de falsos negativos (crianças com TDAH que não são identificadas ou diagnosticadas)". Crianças de 8 a 15 anos de idade que vivem na comunidade indicaram uma taxa de prevalência de TDAH de 7,8%. No entanto, apenas 48% da amostra de TDAH havia recebido qualquer tratamento de saúde mental nos últimos 12 meses.
Também existem evidências de possíveis diferenças de raça e etnia na prevalência do TDAH. Alguns acreditam que isso pode ser devido a diferentes percepções do que se qualifica como comportamento disruptivo, desatenção e hiperatividade.
Argumenta-se que o superdiagnóstico ocorre mais em comunidades abastadas ou mais homogêneas, enquanto o subdiagnóstico ocorre com mais frequência em comunidades mais pobres e minoritárias devido à falta de recursos e de acesso financeiro. As pessoas sem plano de saúde têm menos probabilidade de serem diagnosticadas com TDAH. Além disso, acredita-se que a "distribuição do diagnóstico de TDAH se dá ao longo de linhas socioeconômicas", de acordo com a quantidade de riqueza em um bairro. Portanto, a dificuldade de aplicar diretrizes nacionais gerais a contextos localizados e específicos, como quando não há encaminhamento disponível, faltam recursos ou o paciente não tem seguro de saúde, pode contribuir para o estabelecimento de um diagnóstico incorreto de TDAH.
O desenvolvimento também pode influenciar a percepção dos sintomas relevantes do TDAH. O TDAH é visto como um transtorno crônico que se desenvolve na infância e continua na idade adulta. Entretanto, algumas pesquisas mostram um declínio nos sintomas do TDAH à medida que as crianças crescem e amadurecem até a idade adulta. À medida que as crianças entram na fase da adolescência, os pais e professores que mais relatam os sintomas do TDAH tendem a se concentrar nos comportamentos que afetam o desempenho acadêmico. Algumas pesquisas mostraram que os sintomas primários do TDAH eram fortes discriminadores nas avaliações dos pais, mas diferiam em grupos etários específicos. A hiperatividade foi um discriminador mais forte do TDAH em crianças, enquanto a desatenção foi um discriminador mais forte em adolescentes.
Os problemas de comorbidade são outra possível explicação a favor do argumento do diagnóstico excessivo. Cerca de 75% das crianças diagnosticadas com TDAH atendem aos critérios de algum outro diagnóstico psiquiátrico. Entre as crianças diagnosticadas com TDAH, cerca de 25% a 30% têm transtornos de ansiedade, 9% a 32% têm depressão, 45% a 84% têm transtorno desafiador de oposição e 44% a 55% dos adolescentes têm transtorno de conduta. Os transtornos de aprendizagem são encontrados em 20% a 40% das crianças com TDAH.
Outra possível explicação para o excesso de diagnóstico de TDAH é o "efeito da idade relativa", que se aplica a crianças de ambos os sexos. As crianças mais jovens têm maior probabilidade de serem diagnosticadas inadequadamente com TDAH e tratadas com medicamentos prescritos do que seus colegas mais velhos na mesma série. As crianças que são quase um ano mais novas tendem a parecer mais imaturas do que seus colegas de classe, o que influencia seu desempenho acadêmico e atlético.
O debate sobre o subdiagnóstico ou o "falso negativo" também foi discutido, especificamente na literatura sobre o TDAH em adultos, meninas e comunidades carentes. Estima-se que, na população adulta, as taxas de TDAH estejam entre 4% e 6%. No entanto, apenas 11% desses adultos com TDAH realmente recebem avaliação e, além disso, qualquer forma de tratamento. Entre 30% e 70% das crianças com TDAH relatam pelo menos um sintoma prejudicial de TDAH na idade adulta, e 30% a 50% ainda atendem aos critérios de diagnóstico para um diagnóstico de TDAH.
Pesquisas sobre diferenças de gênero também revelam um argumento para o subdiagnóstico de TDAH entre as meninas. A proporção de homens para mulheres é de 4:1, sendo que 92% das meninas com TDAH recebem um diagnóstico de subtipo primariamente desatento. Essa diferença de gênero pode ser explicada, na maioria das vezes, pelas diferentes formas como meninos e meninas expressam os sintomas desse transtorno específico. Normalmente, as mulheres com TDAH apresentam menos comportamentos disruptivos e mais comportamentos internalizantes. As meninas tendem a apresentar menos problemas de comportamento, menos comportamentos agressivos, são menos impulsivas e menos hiperativas do que os meninos diagnosticados com TDAH. Esses padrões de comportamento têm menos probabilidade de perturbar a sala de aula ou o ambiente doméstico, permitindo, portanto, que os pais e professores facilmente ignorem ou negligenciem a presença de um problema em potencial. Os critérios diagnósticos atuais parecem ser mais voltados para o sexo masculino do que para o feminino, e as características de TDAH dos homens têm sido super-representadas. Isso faz com que muitas mulheres e meninas com TDAH sejam negligenciadas.
Como dito anteriormente, acredita-se que o subdiagnóstico também seja observado em comunidades mais desfavorecidas. Essas comunidades tendem a ser mais pobres e a ter mais minorias. Mais de 50% das crianças com necessidades de saúde mental não recebem avaliação ou tratamento. O acesso a serviços e recursos de saúde mental varia de acordo com uma ampla gama de fatores, como "gênero, idade, raça ou etnia e seguro de saúde". Portanto, as crianças que merecem um diagnóstico de TDAH podem nunca receber essa confirmação e não são identificadas ou representadas nas taxas de prevalência.
Em 2005, 82% dos professores nos Estados Unidos consideravam o TDAH diagnosticado em excesso, enquanto 3% o consideravam subdiagnosticado. Na China, 19% dos professores consideraram o TDAH excessivamente diagnosticado, enquanto 57% o consideraram subdiagnosticado.
A Sociedade Britânica de Psicologia afirmou em um relatório de 1997 que os médicos e psiquiatras não deveriam seguir o exemplo americano de aplicar rótulos médicos a uma variedade tão grande de distúrbios relacionados à atenção: "A ideia de que as crianças que não frequentam ou que não ficam quietas na escola têm um transtorno mental não é aceita pela maioria dos clínicos britânicos". O NICE, em colaboração com outros, divulga diretrizes para o diagnóstico e tratamento do TDAH. Uma atualização foi publicada pela última vez em 2019.
Houve diferenças notáveis nos padrões de diagnóstico de aniversários de crianças em idade escolar. Aqueles que nasceram relativamente mais cedo em relação à idade de início da escola do que outros em um ambiente de sala de aula têm maior probabilidade de serem diagnosticados com TDAH. Os meninos nascidos em dezembro, quando a idade escolar era 31 de dezembro, apresentaram uma probabilidade 30% maior de serem diagnosticados e 41% de serem tratados do que os nascidos em janeiro. As meninas nascidas em dezembro tiveram uma porcentagem de diagnóstico de 70% e 77% de tratamento a mais do que as nascidas no mês seguinte. As crianças nascidas nos últimos três dias de um ano civil apresentaram níveis significativamente mais altos de diagnóstico e tratamento para TDAH do que as crianças nascidas nos primeiros três dias de um ano civil. Os estudos sugerem que o diagnóstico de TDAH é propenso a análises subjetivas.

## Tratamento
As recomendações para o tratamento do TDAH variam de acordo com o país e geralmente envolvem alguma combinação de aconselhamento, mudanças no estilo de vida e medicamentos. A diretriz britânica recomenda apenas medicamentos como tratamento de primeira linha em crianças com sintomas graves e que eles sejam considerados naquelas com sintomas moderados que se recusam ou não melhoram com o psicoterapia. As diretrizes canadenses e americanas recomendam que os medicamentos e a terapia comportamental sejam usados juntos como terapia de primeira linha, exceto em crianças em idade pré-escolar.

### Estimulantes
O Instituto Nacional de Saúde Mental dos EUA recomenda estimulantes para o tratamento de TDAH e afirma que, "sob supervisão médica, os medicamentos estimulantes são considerados seguros". Uma revisão da classe de medicamentos de 2007 não encontrou evidências de diferenças na eficácia ou nos efeitos colaterais dos estimulantes comumente prescritos.
Entre 1993 e 2003, o uso mundial de medicamentos que tratam o TDAH aumentou quase três vezes. A maioria dos medicamentos para TDAH é prescrita nos Estados Unidos. Na década de 1990, os EUA eram responsáveis por 90% do uso global de estimulantes, como o metilfenidato e a dextroanfetamina. No início da década de 2000, esse número havia caído para 80% devido ao aumento do uso em outros países. Em 2003, os médicos do Reino Unido estavam prescrevendo cerca de um décimo da quantidade per capita de metilfenidato usada nos Estados Unidos, enquanto a França e a Itália eram responsáveis por aproximadamente um vigésimo do consumo de estimulantes nos Estados Unidos. No entanto, o Relatório Mundial sobre Drogas de 2006, publicado pelo Escritório das Nações Unidas sobre Drogas e Crime, indicou que os EUA constituíam apenas 17% do mercado mundial de dextroanfetamina. Eles afirmam que, no início dos anos 2000, o uso de anfetaminas era "muito difundido na Europa".
Em 1999, um estudo realizado com 1.285 crianças e seus pais em quatro comunidades dos EUA mostrou que 12,5% das crianças que atendiam aos critérios de TDAH haviam sido tratadas com estimulantes nos 12 meses anteriores. Em maio de 2000, o depoimento do vice-diretor da DEA, Terrance Woodworth, mostrou que a cota de Ritalina aumentou de 1.768 kg em 1990 para 14.957 kg em 2000. Além disso, o IMS Health também revelou que o número de prescrições de Adderall aumentou de 1,3 milhão em 1996 para quase 6 milhões em 1999.

#### Efeitos adversos
Alguns pais e profissionais levantaram questões sobre os efeitos colaterais dos medicamentos e seu uso a longo prazo. Estudos de ressonância magnética sugerem que o tratamento a longo prazo com anfetamina ou metilfenidato diminui as anormalidades na estrutura e função cerebral encontradas em indivíduos com TDAH e melhora a função do núcleo caudado direito. Em 9 de fevereiro de 2006, a Agência de Alimentos e Medicamentos dos EUA (Food and Drug Administration - FDA) votou pela recomendação de uma advertência "caixa preta" descrevendo os riscos cardiovasculares usados no tratamento do TDAH. Posteriormente, a FDA encomendou estudos que constataram que, em crianças, adultos jovens e adultos, não há associação entre eventos cardiovasculares adversos graves (morte súbita, infarto do miocárdio e acidente vascular cerebral) e o uso médico de anfetaminas ou outros estimulantes do TDAH.
Os efeitos da anfetamina e do metilfenidato sobre a regulação gênica são dependentes da dose e da via de administração. A maior parte da pesquisa sobre regulação gênica e dependência baseia-se em estudos com animais com administração intravenosa de anfetamina em doses muito altas. Os poucos estudos que usaram doses terapêuticas humanas equivalentes (ajustadas ao peso) e administração oral mostram que essas alterações, se ocorrerem, são relativamente pequenas. Os efeitos de longo prazo sobre o cérebro em desenvolvimento e sobre os transtornos de saúde mental na vida adulta do uso crônico de metilfenidato são desconhecidos. Apesar disso, entre 0,51% e 1,23% das crianças entre 2 e 6 anos de idade tomam estimulantes nos EUA. Os medicamentos estimulantes não são aprovados para essa faixa etária.
Em indivíduos que apresentam ganhos subnormais de altura e peso durante a terapia com estimulantes, espera-se que ocorra uma recuperação para níveis normais se a terapia com estimulantes for brevemente interrompida. A redução média na altura final do adulto decorrente da terapia contínua com estimulantes em um período de 3 anos é de 2 cm. As anfetaminas dobram o risco de psicose em comparação com o metilfenidato em pacientes com TDAH.

#### Eficácia
Revisões de pesquisas clínicas sobre estimulantes estabeleceram a segurança e a eficácia do uso de anfetaminas a longo prazo para o TDAH. Uma revisão de evidências observou os resultados de um estudo clínico randomizado controlado do tratamento com anfetaminas para o TDAH em crianças suecas após 9 meses de uso de anfetaminas. Durante o tratamento, as crianças experimentaram melhorias na atenção, comportamentos disruptivos e hiperatividade, e uma mudança média de +4,5 no QI. Observou que a população do estudo tinha uma alta taxa de transtornos comórbidos associados ao TDAH e sugeriu que outros ensaios de anfetamina de longo prazo em pessoas com menos transtornos associados poderiam encontrar melhorias funcionais maiores.
Uma revisão de 2008 constatou que o uso de estimulantes melhorou as avaliações de comportamento dos professores e dos pais; no entanto, não melhorou o desempenho acadêmico. A mesma revisão também indica retardo de crescimento para crianças medicadas de forma consistente durante três anos, em comparação com crianças não medicadas no estudo. O tratamento intensivo por 14 meses não tem efeito sobre os resultados de longo prazo oito anos depois. Não foram encontradas diferenças significativas entre os vários medicamentos em termos de eficácia ou efeitos colaterais.

#### Não adesão ao tratamento e aceitabilidade
As taxas de interrupção do tratamento são mais altas do que as taxas de pacientes com TDAH que não recebem nenhum tratamento; poucos estudos apresentam evidências de que a adesão ao tratamento do TDAH está ocorrendo em altas taxas com baixa aceitabilidade. Uma revisão da literatura sobre estudos empíricos de 1997 a 2014 revelou uma falta de pesquisa sobre a não adesão de adultos, no entanto, há um grande número de pesquisas sobre crianças e adolescentes que interrompem o tratamento. Alguns dos motivos comuns para a interrupção do tratamento incluem a ideia de que ele não é necessário ou não reduz os sintomas do TDAH, bem como os efeitos adversos relatados do medicamento, como perda de peso e de apetite, dificuldades para dormir, combinados com outras condições medicamente diagnosticadas.
A pesquisa demonstrou que é possível melhorar a adesão e a aceitabilidade com opções de tratamento acessíveis e convenientes baseadas na comunidade. Algumas escolas nos Estados Unidos tentaram tornar obrigatório que as crianças hiperativas recebam tratamento à base de medicamentos para poderem frequentar as aulas, mas o Senado dos Estados Unidos aprovou um projeto de lei em 2005 contra essa prática.

#### Potencial de uso indevido
Os estimulantes usados para tratar o TDAH são classificados como substâncias controladas de acordo com o "Schedule II" nos Estados Unidos.
Há controvérsias sobre se o metilfenidato, também conhecido como Ritalina, é tão comumente abusado quanto outros estimulantes, com muitos propondo que sua taxa de abuso é muito menor do que a de outros estimulantes. No entanto, a maioria dos estudos que avaliaram suas pontuações de potencial de abuso determinaram que ele tem um potencial de abuso semelhante ao da cocaína e da d-anfetamina.
Tanto crianças com quanto sem TDAH abusam de estimulantes, sendo que os indivíduos com TDAH correm o maior risco de abusar ou desviar suas prescrições de estimulantes. Entre 16% e 29% dos alunos que recebem prescrição de estimulantes relatam ter desviado suas prescrições. Entre 5% e 9% das crianças do ensino fundamental e médio e entre 5% e 35% dos estudantes universitários usaram estimulantes não prescritos. Na maioria das vezes, sua motivação é concentrar-se, melhorar o estado de alerta, se drogar de forma recreativa ou experimentar. Os medicamentos estimulantes podem ser revendidos pelos pacientes como drogas recreativas, e o metilfenidato (Ritalina) é usado como auxílio nos estudos por alguns alunos sem TDAH.
O uso de estimulantes sem prescrição médica por estudantes norte-americanos é alto. Um estudo de 2003 constatou que o uso sem prescrição médica no último ano por estudantes universitários nos EUA foi de 4,1%. Uma metanálise de 2008 constatou taxas ainda mais altas de uso de estimulantes sem prescrição médica. Ela constatou que de 5% a 9% das crianças de escolas de ensino fundamental e médio e de 5% a 35% dos estudantes universitários usaram um estimulante sem prescrição no último ano.
Em 2009, 8% dos jogadores da Liga Principal de Beisebol (Major League Baseball) dos Estados Unidos foram diagnosticados com TDAH, o que torna o transtorno particularmente comum entre essa população. O aumento coincidiu com a proibição do uso de estimulantes pela Liga em 2006, o que levantou a preocupação de que alguns jogadores estavam imitando ou falsificando os sintomas ou o histórico de TDAH para contornar a proibição do uso de estimulantes no esporte.

### Papel e pontos de vista da Cientologia
Um artigo do Los Angeles Times declarou que "o alvoroço sobre a Ritalina foi desencadeado quase que sozinho pelo movimento da Cientologia". A Ritalina é um medicamento estimulante comum. A Comissão dos Cidadãos para os Direitos Humanos, um grupo antipsiquiatria formado por cientologistas em 1969, conduziu uma grande campanha contra a Ritalina na década de 1980 e fez lóbi junto ao Congresso dos EUA para uma investigação sobre a Ritalina. As publicações da Cientologia alegaram que o "verdadeiro alvo da campanha" era "a própria profissão psiquiátrica" e disseram que a campanha "trouxe ampla aceitação do fato de que (a comissão) e os cientologistas são os que efetivamente estão fazendo algo sobre... a drogadição psiquiátrica".

## Conflitos de interesse
Em 2008, cinco empresas farmacêuticas receberam advertências da FDA sobre propaganda falsa e apresentações de slides profissionais inadequadas relacionadas a medicamentos para TDAH. Em setembro de 2008, a FDA enviou notificações à Novartis Pharmaceuticals e à Johnson & Johnson sobre propagandas do Focalin XR e do Concerta, nas quais exageravam a eficácia dos produtos. Uma advertência semelhante foi enviada à Shire plc com relação ao Adderall XR.
Em 2008, foi revelado que Joseph Biederman, de Harvard, um especialista em TDAH frequentemente citado, não relatou a Harvard que havia recebido US$ 1,6 milhão de empresas farmacêuticas entre 2000 e 2007. E. Fuller Torrey, diretor executivo do Instituto de Pesquisa Médica Stanley, que financia estudos psiquiátricos, disse: "Na área de psiquiatria infantil, em particular, sabemos muito menos do que deveríamos, e precisamos desesperadamente de pesquisas que não sejam influenciadas pelo dinheiro do setor".
Em 2014, Keith Conners, um dos primeiros defensores do reconhecimento do transtorno, se manifestou contra o diagnóstico excessivo em um artigo do The New York Times. Em contrapartida, uma revisão da literatura médica revisada por pares em 2014 indicou que o TDAH é subdiagnosticado em adultos.

## Estigma
Russell Barkley acredita que a rotulagem é uma faca de dois gumes; há muitas armadilhas na rotulagem, mas ao usar um rótulo preciso, os serviços podem ser acessados. Ele também acredita que a rotulagem pode ajudar o indivíduo a entender e tomar uma decisão informada sobre a melhor forma de lidar com o diagnóstico usando conhecimento baseado em evidências. Estudos também mostram que a educação dos irmãos e dos pais tem um impacto de curto prazo no resultado do tratamento. Barkley afirma o seguinte sobre os direitos do TDAH: "... devido a várias leis que foram aprovadas para protegê-los. Há leis de educação especial com a Lei dos Americanos com Deficiência, por exemplo, que menciona o TDAH como uma condição elegível. Se muda-se o rótulo e volta-se a nos referir ao TDAH como apenas uma variação do temperamento normal, essas pessoas perderão o acesso a esses serviços e perderão essas proteções duramente conquistadas que as impedem de serem discriminadas". O psiquiatra Harvey Parker, que fundou a CHADD, afirma que "deveríamos comemorar o fato de que os distritos escolares de todo o país estão começando a entender e a reconhecer as crianças com TDAH e estão encontrando maneiras de tratá-las. Deveríamos comemorar o fato de que o público em geral não vê as crianças com TDAH como crianças 'más', como 'pirralhos', mas como crianças que têm um problema que podem superar". No entanto, as crianças podem ser ridicularizadas na escola por seus colegas por usarem medicamentos psiquiátricos, incluindo aqueles para TDAH.

## Política e mídia

### América do Norte
Em 1998, os Institutos Nacionais de Saúde (National Institutes of Health - NIH) dos EUA divulgaram uma declaração de consenso sobre o diagnóstico e o tratamento do TDAH. A declaração, embora reconheça que o tratamento com estimulantes é controverso, apoia a validade do diagnóstico de TDAH e a eficácia do tratamento com estimulantes. Ela encontrou controvérsia apenas na falta de dados suficientes sobre o uso de medicamentos a longo prazo e na necessidade de mais pesquisas em muitas áreas.
A validade do trabalho de muitos dos especialistas em TDAH (incluindo Biederman) foi questionada por Marcia Angell, ex-editora-chefe do The New England Journal of Medicine, em sua resenha do livro "Drug Companies & Doctors: A Story of Corruption".

### Europa
O NICE do Reino Unido concluiu que, embora seja importante reconhecer o corpo da literatura acadêmica que levanta controvérsias e críticas em relação ao TDAH com o objetivo de desenvolver diretrizes clínicas, não é possível oferecer métodos alternativos de avaliação (ou seja, CID-10 e DSM-IV) ou recomendações de tratamento terapêutico. O NICE afirmou que isso ocorre porque as atuais intervenções de tratamento terapêutico e os métodos de diagnóstico do TDAH baseiam-se na visão dominante da literatura acadêmica. O NICE concluiu ainda que, apesar de tais críticas, o TDAH representa uma condição clínica válida, com fatores genéticos, ambientais, neurobiológicos e demográficos. O diagnóstico tem um alto nível de apoio de clínicos e autoridades médicas.
A Baronesa Susan Greenfield queria uma ampla investigação na Câmara dos Lordes do Reino Unido sobre o aumento dramático do diagnóstico de TDAH no Reino Unido e suas possíveis causas. Isso ocorreu depois de um programa Panorama da BBC que distorceu a pesquisa para sugerir que os medicamentos não são eficazes a longo prazo. Em 2010, a BBC Trust criticou o programa Panorama de 2007 pela forma como resumiu a pesquisa, já que a pesquisa havia descoberto que havia uma melhora significativa ao longo do tempo.
Outros indivíduos notáveis no Reino Unido fizeram declarações controversas sobre o TDAH. Terence Kealey, bioquímico clínico e vice-reitor da Universidade de Buckingham, declarou sua crença de que a medicação para TDAH é usada para controlar o comportamento indisciplinado de meninos e meninas.
A Corporação Norueguesa de Radiodifusão (Norsk rikskringkasting AS - NRK) transmitiu uma curta série de televisão no início de 2005 sobre o aumento do uso de Ritalina e Concerta para crianças. As vendas foram seis vezes maiores em 2004 do que em 2002. A série incluiu o anúncio de um programa bem-sucedido de terapia de grupo para 127 crianças de quatro a oito anos de idade não medicadas, algumas com TDAH e outras com transtorno desafiador de oposição.